# ОШ „Миладин Бучановић” Влаоле
ОШ „Миладин Бучановић” у  насељеном месту Влаоле наставља традицију основног образовања отварањем 1885. године школе у суседном месту Јасикову.

## Историјат
Све до 1885. године села у околини нису имала своје школе, када је Јасиково добило прву школу. Њу су похађала деца из Јасикова, Влаола и Лескова. Школа је почела са радом у приватној кући Илије Царановића, са око 20 уписаних ученика. Први учитељ је био Добривоје Јовановић. Школа није имала клупе, већ су деца доносила троношке. Школске табле такође није било. Деца су од куће доносила рендисане даске на којима се учило писање. У трећем и четвртом разреду почињало се писати мастилом а користила су се гушчја и ћурећа пера. Уместо упијача коришћен је пепео. Деца су у школи учила само Српски језик, читање и писање. Сва деца су похађала припремни (приправни) разред и у овом разреду учио се само Српски језик.
Прва школска зграда у Јасикову подигнута је 1891. године, у Влаолу 1896. године, а у Лескову 1906. године. За изградњу школе у Јасикову посебну заслугу је имао председник општинске управе Петар Младеновић и деловођа Јован Симеоновић, који су увели кулук за изградњу зграде. Међутим председнику је због изградње школе изречена казна, јер се није држао плана изградње. Уместо да је гради паралелно са сеоском улицом он је одредио правац север-југ.
Нова школска зграда у Влаолу изграђена је 1978. године а у Лескову 1951. године и данас се користе ови објекти.

## Школа данас
Зграда матичне школе налази се у селу Влаоле у брдско планинском делу општине Мајданпек на надморској висини од 485 метара, а последње реновирање било је 2001. године. Поред матичне школе у Влаолу постоје и два издвојена одељења у Јасикову и Лескову.
Зграда у Јасикову се такође налази у брдско планинском делу општине Мајданпек на надморској висини од 504 метара, последње реновирање у овој школи било је 2002. године.
Зграда у Лескову се налази на надморској висини од 489 метара а последње реновирање је било 2011. године када је изграђен мокри чвор.